# Jorge Henrique
Jorge Henrique de Souza est un footballeur brésilien né le 23 avril 1982 à Resende.

## Biographie
Il joue actuellement dans le club du SC Corinthians, club où Ronaldo a fini sa carrière . Son contrat prendra fin en décembre 2011.

## Palmarès
- Champion de l'État de Pernambuco en 2004
- Champion de l'État du Parana en 2005
- Vainqueur de la Coupe de Rio de Janeiro en 2007 et 2008
- Champion Paulista en 2009
- Champion du Brésil en 2011